# Domenico Spinucci
Domenico kardinal Spinucci, italijanski rimskokatoliški duhovnik, škof in kardinal, * 2. marec 1739, Fermo, † 21. december 1823.

## Življenjepis
19. marca 1763 je prejel duhovniško posvečenje.
3. aprila 1775 je bil imenovan za naslovnega škofa in 17. aprila 1775 je prejel škofovsko posvečenje.
12. maja 1777 je bil imenovan za škofa Macerata-Tolentina in 27. junija 1796 za nadškofa Beneventa.
8. marca 1816 je bil povzdignjen v kardinala in imenovan za kardinal-duhovnika S. Callisto.